# Transparency International
Transparency International e. V. (kurz TI) ist eine internationale Nichtregierungsorganisation mit Sitz in Berlin, die 1993 gegründet wurde. Zweck des gemeinnützig tätigen Idealvereins ist die weltweite Bekämpfung von Korruption sowie die Prävention von Straftaten, die mit Korruption im Zusammenhang stehen. Transparency International ist ein Dachverband, dessen Mitglieder neben wenigen Einzelpersonen über 100 nationale Organisationen („National Chapter“) sind, die sich in ihren Heimatländern der Korruptionsbekämpfung widmen. Der für Deutschland zuständige Verein Transparency International Deutschland wurde ebenfalls 1993 gegründet und sitzt ebenfalls in Berlin. Transparency International Russland wurde 1999 von Jelena Panfilowa gegründet.

## Tätigkeit

### Schwerpunkte
Nach eigener Aussage arbeitet TI schwerpunktmäßig zu folgenden Themen:
- Politische Korruption
- Korruption bei öffentlichen Ausschreibungen
- Privatsektorkorruption
- Internationale Konventionen gegen Korruption
- Armut und Entwicklung

### Bildung von Koalitionen
Um die Komplexität von Korruption zu begreifen, gelte es die Gründe und Mechanismen zu durchschauen und verstehen zu lernen. Daher wollte TI nicht, wie z. B. Amnesty International, Einzelfälle verfolgen, sondern die Schwachstellen in Gesetzen, Institutionen oder Systemen in den betroffenen Ländern aufdecken und für Reformen sorgen. Transparency International versucht, sich nicht aufzudrängen, sondern die Vernunft der Beteiligten in Zusammenarbeit und sachlichem Disput zu erreichen, Koalitionen zu bilden im klaren Wissen, dass Umdenken nicht in ein paar Stunden geschieht, sondern hart erarbeitet werden muss durch ständiges Nachhaken mit Kontrolle und Konsequenzen bei Nichtbeachtung der Regeln.
Als gutes Beispiel für die freiwillige Selbstkontrolle wird die in Amerika praktizierte sentencing guideline angeführt. Diese setzt auf die Selbstverpflichtung der Unternehmen, sich der Kontrolle einer unabhängigen Institution anzuvertrauen und gegebenenfalls Gegenmaßnahmen zu ergreifen. Angesichts der hohen Strafen für nachgewiesene Korruption ist dies für Unternehmen in den USA billiger und praktischer – zumal sie nicht fürchten müssen, auf „schwarzen Listen“ angeprangert oder von Ausschreibungen ausgeschlossen zu werden.

### Indizes und Analysen

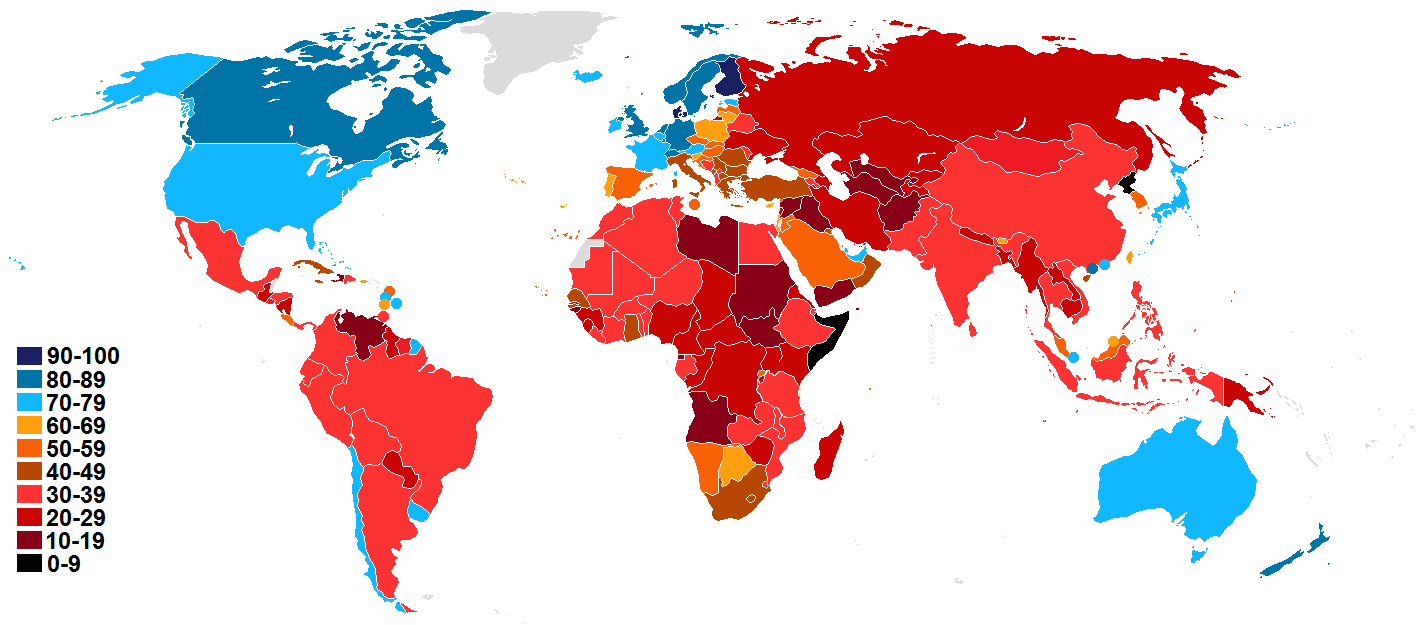
Übersicht des Korruptionswahrnehmungsindexes, nach Ländern (Stand: 2017)

Im Jahresbericht fasst die Organisation aktuelle Analysen und Forschungsergebnisse zum Thema Korruption zusammen. Daneben veröffentlicht die Organisation regelmäßig Indizes, Studien und Handbücher zu speziellen Themen (Bribe-Payers-Survey, Korruptions-Sonderbroschüre). Die Indizes und Statistiken werden regelmäßig aktualisiert. Wichtig für die Arbeit ist der ständige Kontakt sowohl zu Betroffenen als auch zu Tätern. Transparency International geht davon aus, dass korrupte Regierungen und Konzerne die Zusammenarbeit mit TI zur Verschleierung ihrer Aktivitäten missbrauchen können. Diese Kooperation wird gerade von anderen NGOs immer wieder kritisiert, macht aber aus Sicht von TI den eigenen Erfolg aus.
Transparency International veröffentlicht regelmäßig drei Indizes zum Thema Korruption:
1. Corruption Perceptions Index (CPI): Der bekannteste Index von Transparency International. Er listet jährlich Länder danach auf, wie korrupt Politik und Verwaltung im Vergleich wahrgenommen werden. Dabei reicht der Indexwert von 0 (völlig korrupt) bis 100 (völlig unkorrupt). 2017 umfasste der CPI 180 Staaten. Erstellt wurde der Index bis zum Jahr 2008 von Johann Graf Lambsdorff, Professor an der Universität Passau, der dazu eine Vielzahl bestehender Umfragen auswertete.[8] Seitdem wird der Index durch Transparency International erstellt. Befragt werden in erster Linie jeweils ausländische Länderanalysten und Geschäftsleute.
2. Bribe Payers Index (BPI): Der BPI listet auf, aus welchen Ländern die höchsten Korruptionszahlungen kommen.
3. Globales Korruptionsbarometer: Für das Korruptionsbarometer werden Privatleute befragt, welche Lebensbereiche von Korruption wie stark betroffen sind.

Im Transparency International’s Quarterly Newsletter (TI Q) sind die Zwischenergebnisse zusammen mit anderen Nachrichten, Ereignissen und Ergebnissen rund um die Welt der Korruption auf der Homepage einzusehen oder als Heft kostenlos von TI zu beziehen.

## Organisation

### Struktur
Die nationalen Mitgliedsorganisationen von TI (national chapters) untergliedern sich in Regionalgruppen und Arbeitsgruppen, die fallbezogen auch selbstständig agieren können. In Deutschland ist es ein gemeinnütziger eingetragener Verein (Transparency International Deutschland e. V.). Transparency International Austria ist ebenfalls gemeinnützig. Transparency International vermeidet es generell, sich direkt in die Belange ihrer national chapters einzumischen, und richtet sich in ihrer internationalen Arbeit ausschließlich nach deren Anweisungen („Dezentralismus“). So sollen die lokalen zivilgesellschaftlichen Kräfte mobilisiert und gefördert werden. „Missionarische“ Tendenzen, mit denen bereits existierende oder gerade langsam anwachsende „gesunde“ Gesellschaftsethiken überrollt oder gar erstickt werden könnten, möchte man möglichst unterbinden. Allerdings gibt es einen Akkreditierungsprozess bei Chaptern von Transparency International (TI). Dies ist ein Verfahren, mit dem nationale Chapter offiziell als Teil des TI-Netzwerks anerkannt werden. Er stellt sicher, dass alle Chapter die gemeinsamen Werte, Prinzipien und Standards der internationalen Organisation einhalten.
Die Vereinigung legt Wert darauf, dass die nationalen Mitgliedsorganisationen so autark wie möglich in ihren jeweiligen Heimatländern bzw. Einsatzgebieten aktiv werden können, da von Land zu Land und von Kultur zu Kultur andere Regeln beachtet werden müssen und sollen. Auch die Definition von Korruption wird in jedem Lande individuell vorgenommen; Transparency International ist daran gelegen, die Sensibilität vor Ort zu beachten. Trotzdem ist der Ableger in Russland als „ausländischer Agent“ registriert worden.

### Finanzierung
TI verfügte 2021 nach eigenen Angaben über ein Budget von 17,993 Mio. Euro, davon 72 Prozent zweckgebunden. Die nationalen Mitgliedsorganisationen unterliegen bilateraler und multilateraler Finanzierung und Organisation. Transparency International ist als gemeinnützig anerkannt und bemüht, sowohl politisch als auch wirtschaftlich und zivil unabhängig zu bleiben. Eine umfassende Liste sämtlicher finanziellen Ströme veröffentlicht TI auf der Homepage. Das Budget von TI setzt sich aus folgenden Quellen zusammen:
| in Mio. €                      | 2021   | 2020   | 2018   | 2017   | 2016   | 2015   | 2014   | 2013   | 2012   | 2011   | 2010   | 2009   | 2008   | 2007  |
| ------------------------------ | ------ | ------ | ------ | ------ | ------ | ------ | ------ | ------ | ------ | ------ | ------ | ------ | ------ | ----- |
| Staatliche Organe              | 10,680 | 13,138 | 14,468 | 11,712 | 14,829 | 18,169 | 22,562 | 24,781 | 18,815 | 17,110 | 13,649 | 10,260 | 7,555  | 7,097 |
| Internationale Organisationen  | 3,970  | 5,275  | 3,595  | 4,544  | 4,208  | 5,558  | 1,787  | 0,966  | 1,493  | 0,805  | 0,366  | 0,622  | 0,919  | 0,686 |
| Stiftungen                     | 2,124  | 3,518  | 2,201  | 2,878  | 2,229  | 1,754  | 1,135  | 0,453  | 1,444  | 1,936  | 2,749  | 2,214  | 0,789  | 0,705 |
| Privatsektor                   | 0,050  | 0,076  | 1,004  | 0,944  | 1,134  | 1,036  | 0,585  | 0,277  | 0,566  | 0,396  | 0,690  | 0,654  | 1,120  | 0,242 |
| Einzelpersonen                 | 0,110  | 0,062  | 0,057  | 0,052  | 0,144  | 0,046  | 0,352  | 0,331  | 0,025  | 0,021  | 0,082  | 0,045  | 0,046  | 0,047 |
| Partner („Coalition Partners“) | 0,147  | 0,210  | 0,340  | 0,042  | 0,104  | 0,034  | 0,022  | *      | *      | *      | *      | *      | *      | *     |
| Andere                         | 0,882  | 0,879  | 0,692  | 0,658  | 0,289  | 0,279  | 0,265  | *      | *      | 0,282  | 0,491  | 0,442  | 0,453  | 0,316 |
| Gesamt                         | 17,963 | 23,158 | 22,358 | 20,830 | 22,929 | 26,877 | 26,707 | 26,708 | 22,343 | 20,550 | 18,027 | 14,237 | 10,882 | 9,093 |

*Keine Angaben in den jeweiligen Jahresberichten
Zu den größten Spendern im Jahr 2015 zählten regierungsseitig die Europäische Kommission (5,07 Millionen Euro), das australische Department of Foreign Affairs and Trade (2,67 Mio. Euro), das britische Department for International Development (3,5 Mio. Euro) und das niederländische Außenministerium (1,2 Mio. Euro). Größter Spender auf Stiftungsebene war die William and Flora Hewlett Foundation (0,59 Millionen Euro) und das National Endowment for Democracy (0,45 Mio. Euro). Größter privatwirtschaftlicher Spender war Siemens mit 0,62 Mio. Euro, gefolgt von Ernst & Young mit 0,23 Mio. Euro.

## Gründung
Anlass zur Gründung der Organisation waren die negativen Erfahrungen des Gründers Peter Eigen mit Korruption während seiner langjährigen Arbeit für die Weltbank, zuletzt als Direktor der Regionalmission für Ostafrika in Kenia. Eigen sah Korruption als Haupthemmnis für den Erfolg von Entwicklungsprojekten. Er gelangte zu der Überzeugung, dass Entwicklungshilfe nicht funktionieren könne, wenn korruptive Strukturen zwischen reichen und armen Ländern sowie innerhalb der einzelnen Staaten nicht aufgebrochen und transparent gemacht würden. Als er begann, sich in seiner Position gegen Korruption zu engagieren, erhielt er eine Abmahnung seines Arbeitgebers. Die Weltbank teilte ihm mit, dass „jedwede politische Aktivität und Einmischung in die ’inneren Angelegenheiten’ eines Landes verboten“ sei.
Daraus entstand die Idee, eine unabhängige NGO zu gründen, die sich ausschließlich der Bekämpfung der Korruption widmet. Im Juni 1993 gründeten Eigen und zehn Mitstreiter TI in Den Haag. Die Gründung von TI als eingetragener Verein deutschen Rechts erfolgte am 5. Oktober 1993. Sitz von TI wurde zunächst die Borsig-Villa in Berlin. Maßgeblich unterstützt wurde die Gründung von TI durch die Deutsche Gesellschaft für Technische Zusammenarbeit (GTZ) (inzwischen verschmolzen zur Deutschen Gesellschaft für Internationale Zusammenarbeit (GIZ)), die zu Beginn unter anderem eine Mietbürgschaft über 70.000 DM unterschrieb. Zwischen 1998 und 2008 erhielten verschiedene Einrichtungen von TI etwa 590.000 Euro von der GTZ.
Zum Zeitpunkt der Gründung von TI waren neben Eigen die folgenden Personen im Vorstand vertreten: Hansjörg Elshorst, Joe Githongo, Fritz Heimann, Michael Hershman, Kamal Hossain, Dolores L. Español, George Moody Stuart, Jerry Parfitt, Jeremy Pope und Frank Vogl. Eigen wurde Vorsitzender und blieb es bis zu seinem Rücktritt im Jahr 2005. Pope wurde erster Geschäftsführer von TI.

## Preise und Auszeichnungen
Im November 2011 wurde Transparency International mit dem Sozialwissenschaftspreis A.SK Social Science Award 2011 des Wissenschaftszentrums Berlin für Sozialforschung ausgezeichnet. Der Preis ist mit 100.000 Euro dotiert.

## Kritik und Kontroversen

### Kontroverse zur OECD-Konvention
Ein wichtiger Kritikpunkt in der Anfangsphase von TI war seine konservative Korruptionsbekämpfungs-Philosophie. Als nämlich die OECD 1989 das Thema internationale Korruption auf Betreiben der USA auf der Agenda hatte und mit der Gründung des Europäischen Binnenmarkt (Vertrag von Maastricht 1993) eine entsprechende „Working Group“ ins Leben rief, schickte sie sich an, für ihre Mitgliedsstaaten eine „Recommendation on Combating Bribery in International Business Transactions“ auf den Weg zu bringen. Schon damals ging es der OECD um die Idee, die Korruption gegen den Widerstand der Betroffenen an der Quelle zu bekämpfen. Korruption gegen andere Staaten sollte in Zukunft in den Geberländern mit der inländischen Korruption juristisch gleich behandelt werden. Dies hätte einen wesentlichen Einschnitt in die unternehmerischen Freiheiten europäischer Konzerne bedeutet und bedurfte einer angemessenen Reaktion. So entbrannte parallel zu den OECD-Aktivitäten im damaligen Bonner Parlament (Legislaturperiode 1991–1994) eine Kontroverse darüber, ob Korruption gegen ausländische Amtsträger weiterhin legal und steuerlich absetzbar bleiben (§4 Abs. 5 Nr. 10 EStG, gültig bis 19. März 1999) oder stattdessen strafrechtlich verfolgt werden sollte
Während die OECD-Konvention dazu aufrief, vor allem die bekannten riesigen Schmiergeldquellen in den hochentwickelten EU-Exportländern zu bekämpfen, propagierte die noch im selben Jahr (1993) gegründete Transparency International den umgekehrten, traditionellen Weg und empfahl, die Korruption in den Empfängerländern zu bewerten und dort wie bisher den passiv Korrupten anstatt den aktiv Korrupten zu bekämpfen. Konsequenterweise wurde von TI als Bewertungsmaßstab für Korruption der 1995 von Johann Graf Lambsdorff begründete Corruption Perceptions Index (CPI, Index der „empfundenen“ Korruption) vorgeschlagen, der bewusst die aktive Korruption außen vor lässt. Damit gibt der CPI nicht eine Einschätzung über das Ausmaß der (aktiven und passiven) Korruption, sondern der empfundenen Benachteiligung der Geschädigten. Trotz Verzögerungen durch einzelne Staaten kam schließlich die OECD-Konvention gegen Korruption im Außenhandel in den Mitgliedsstaaten doch zur Unterschrift und konnte letztendlich 1999 in Kraft treten.

### Weitere Entwicklung
Die ausgelöste Kontroverse zwischen Kritikern und Befürwortern des seit seiner Veröffentlichung häufig zitierten CPI ist bis heute Anlass zahlreicher kritischer Abhandlungen. So verweist 2012 Yuliya V. Tverdova in einer vergleichenden Studie (“Perceptions or Experiences: Using Alternative Corruption Measures in a Multilevel Study of Political Support”, University of California, Irvine) auf Fehlinterpretationen des CPI, auch durch TI-Experten, bis hin zu “numerous concerns ranging … to systematic biases in the expert estimates” und charakterisiert den CPI als subjektiv und „poll of polls that draws on multiple sources of elite and mass opinions“.
Zwar zog später TI mit der OECD gleich, indem sie erstmals 1999 den Bribe Payers Index (BPI) publizierte. Trotzdem hatte es insgesamt viele Jahre gedauert, bis die OECD-Konvention von allen Staaten unterschrieben, in den Parlamenten ratifiziert und letztendlich in die Praxis umgesetzt wurde, sodass man erst nach 2003 begann, diese Praktiken in den Exportstaaten juristisch zu verfolgen. Seitdem spricht die TI von einem „Netz der Korruption“ und klagt ausdrücklich auch die Drahtzieher in den Geberländern an.

### Intransparente Buchführung und politischer Einfluss
Die Journalisten David Schraven und Frederik Richter von Correctiv warfen TI 2015 intransparente Buchführung bei einer mit öffentlichen Mitteln geförderten Antikorruptionskonferenz in Brasilien vor. Sponsorengelder flössen an den Büchern vorbei und „indirekte Kosten“ würden nicht ausgewiesen. Die Organisation, so Correctiv, bemühe sich außerdem um Spenden von Unternehmen wie dem Ölkonzern Eni oder der Wirtschaftsprüfungsgesellschaft PriceWaterhouseCoopers.
Außerdem können Regierungen für ein paar Millionen Euro die inhaltliche Ausrichtung der IACC-Tagung mitbestimmen. Zuletzt kam die Regierung von Malaysia zum Zug, deren Regierungschef wegen Korruptionsvorwürfen in der Kritik steht.

### Finanzierung und Unabhängigkeit der Mitglieder
Kritisch wird betrachtet, dass TI auch von Staat und Konzernen finanziert wird. Die Frage, wie viel Nähe ein Kontrolleur zu Kontrollierten haben dürfe, beantwortet Marvin Oppong (Der Spiegel) 2009 besonders kritisch hinsichtlich der langjährigen Förderung durch die GTZ und das Entwicklungsministerium. Die Finanzierung erfolge, so Oppong, zu einem großen Teil aus Spenden von Großkonzernen, darunter von den US-Rüstungskonzernen Lockheed Martin und Northrop Grumman sowie Shell und ExxonMobil. Mitglieder von TI seien teilweise auch für Firmen tätig, wie etwa das Vorstandsmitglied Caspar von Hauenschild im Aufsichtsrat der Rhön-Klinikum AG oder Sylvia Schenk als Anwältin für den Finanzinvestor Advent International.

### Vorwurf von Bullying und Belästigung
2019 wurde Transparency International laut The Guardian vorgeworfen, ein „toxisches“ Betriebsklima von Bullying und Belästigung zu schaffen. Eine Umfrage des Betriebsrats ergab, dass 66 % der 92 Beteiligten der Umfrage Bullying als Erfahrung bei TI angaben und 20 Prozent Belästigung bei TI für ein Problem hielten. Der Vorstand beauftragte Taylor Wessing mit der Aufklärung. Auch die zweite Untersuchung der unabhängigen Ethikkommission relativierte die Vorwürfe. Taylor Wessing veröffentlichte einen teilweise geschwärzten Ergebnisbericht, der die Darstellung des Guardian als unfundiert zurückwies.

### Einseitigkeit der Ergebnisse
Der schwedische Politikwissenschaftler Matthias Agerberg veröffentlichte 2020 eine empirische Studie, in der vor allem die politisch motivierte Fehleinschätzung (political bias) und die Fehleinschätzung durch Sensitivität (sensitivity bias) bzw. die soziale Erwünschtheit als Hauptursachen fehlerhafter Ergebnisse der Korruptionseinschätzung genannt wurden.
The Guardian berichtete 2013 ebenso wie Foreign Policy, TI würde wegen einseitiger Bevorzugung der „Elite“ kritisiert, der Korruptionsmaßstab und -wahrnehmungsindex sei nicht valide und zu sehr abhängig von der Wahrnehmung einzelner Angehöriger der Oberschicht der befragten Länder. Schon 2010 hatte der Economist den CPI als untaugliches und unfaires Mittel einer nur scheinbar exakten Messung und Vergleichswertung von Korruption kritisiert.

## Sonstiges
Seit dem Jahr 2000 verleiht Transparency International jährlich den Transparency International Integrity Award.
Im Januar 2017 veröffentlichte Transparency International eine Studie zu der Frage, wie viele von mehr als 500 ehemaligen Europa-Politikern nach ihrer politischen Tätigkeit als Lobbyisten tätig wurden.
Im März 2023 wurde Transparency International von der russischen Generalstaatsanwaltschaft zur Unerwünschten ausländischen Organisation erklärt.